# Río Vodla
El río Vodla (del ruso: река Водла)  es un río de la parte septentrional de la Rusia europea que discurre íntegramente por la república de Karelia. Tiene una longitud de 147 kilómetros, aunque con sus fuentes —el río Ileksa (Ileksa) de 155 km que desagua en el lago Vodlozero—, llega a los 3222km (147+20 en el lago + 155 km). Drena una cuenca hidrográfica de 13.700 km².
El Vodla nace en el lago Vodlozero (334 km²) y fluye a través de varios lagos menores hasta desaguar en el lago Onega, en la parte centrooriental. La localidad más importante próxima al río es la histórica ciudad de Pudozh (con un población estimada en 2010 de 9884 habitantes). 
El río Vodla se congela de noviembre a enero y está bloqueado por el hielo hasta abril-primera quincena de mayo. En el río abunda en los rápidos, por lo que sólo es navegable aguas abajo.
En la parte alta del río, en el lago Vodlozero, se ha establecido en 1991 la Reserva natural y parque nacional de Vodlozero, un área de 42800 km², incluyendo varias áreas de taiga no perturbadas por el hombre, que es el segundo parque nacional por tamaño de Europa (tras otro parque ruso, el parque nacional Yugyd Va). En 2001 fue considerado Reserva de la Biosfera por la Unesco.